# Carlos Delpiazzo
Carlos Delpiazzo (Montevideo, 1951) es un abogado, profesor y político uruguayo.

## Biografía
Egresado como abogado de la Facultad de Derecho de la Universidad de la República. Profesor de Derecho Público, Derecho Administrativo, Derecho Informático y Derecho de las Comunicaciones de la Universidad de la República, Universidad Católica y Universidad de Montevideo.
Fue director general de la Secretaría del ministerio de Ganadería entre 1986 y 1990. Subsecretario de Defensa en 1990-1991. A su vez fue Ministro de Salud Pública (1991-1992), tomando la decisión en 1991 de suprimir el reparto de preservativos a miles de jóvenes en Salud Pública por motivos religiosos. Más tarde, en 1998 fue senador.
Desde marzo de 2008 preside la Fundación para la Democracia WFA.
Se dedica al ejercicio de la profesión y a la docencia universitaria. Se ha destacado en derecho administrativo e informática jurídica.
Dado su excelente nivel como docente y su gran experiencia, fue candidato por el orden Estudiantil al Decanato de la Facultad de Derecho, contando con respaldo tanto en el orden estudiantil como en el orden de docentes y egresados, siendo reelegida en esa oportunidad la escribana Dora Bagdassarián.
A inicios de 2012, acompaña al exministro Sergio Abreu en la conformación del espacio Dignidad Nacional.

## Actualidad
De cara a las internas de 2019, Delpiazzo se integra a un refundado Movimiento Por la Patria y apoya la precandidatura de Jorge Larrañaga.

## Familia
Casado con Nancy Antón, con la cual tuvo 5 hijos: Juan Pablo, Rafael, Magdalena, José Miguel y Gabriel.